# Gartenbahn

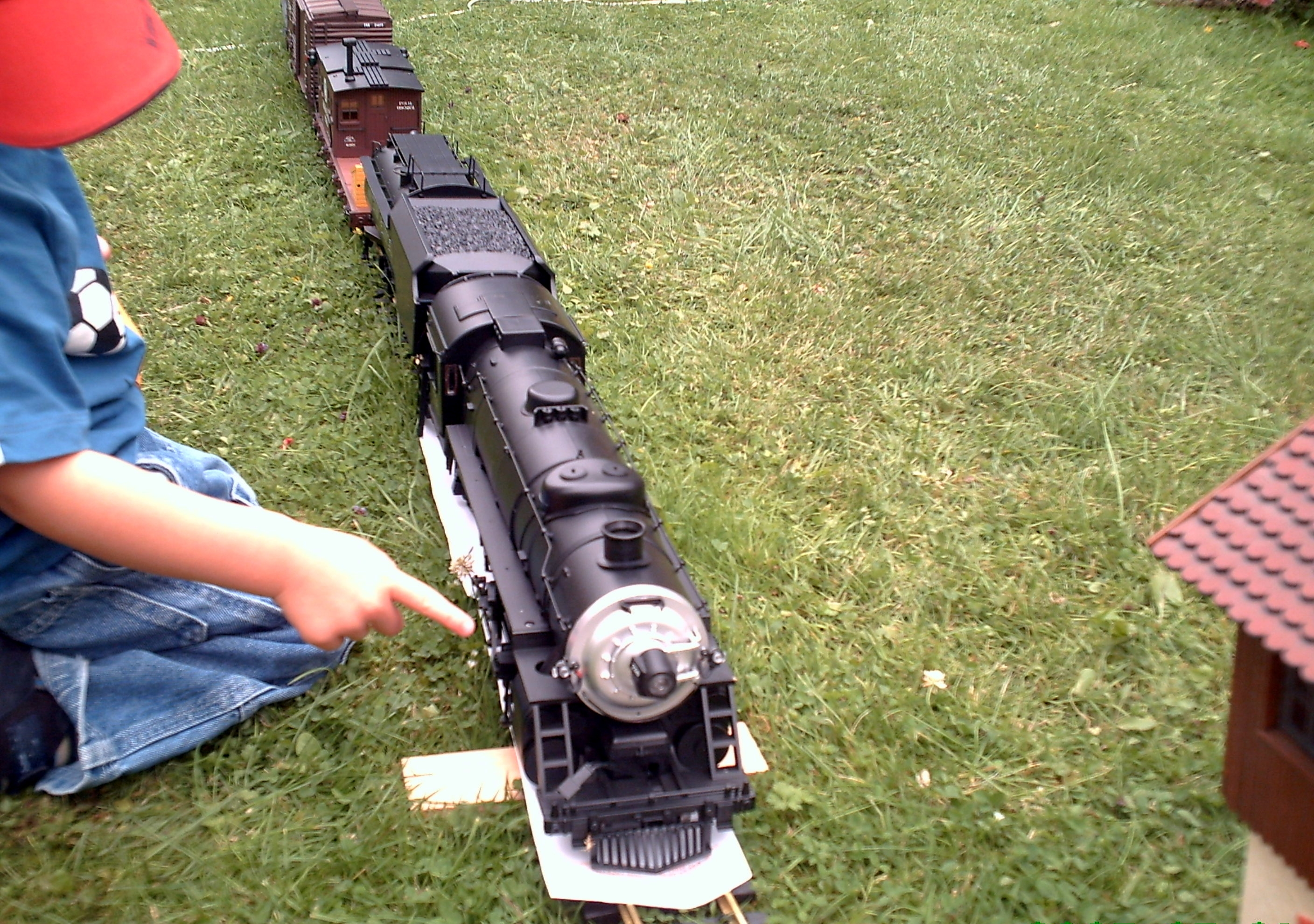
Gartenbahn ohne Personenbeförderung, Spur 45 mm

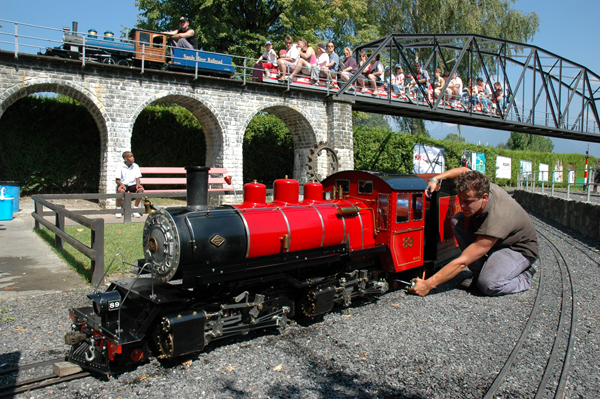
Für Personentransport geeignete Parkeisenbahnen im Swiss Vapeur Parc Le Bouveret Wallis, CH
(oben: Spur 5 Zoll; unten: Spur 7¼ Zoll)

Als Gartenbahn wird eine Modelleisenbahn bezeichnet, die ständig oder demontierbar im Freien aufgebaut ist.

## Beschreibung
Man unterscheidet zwischen Gartenbahnen (Spurweite kleiner als 3½ Zoll), die nicht zur Personenbeförderung geeignet sind und Gartenbahnen (Spurweite ab 3½ Zoll; weit verbreitet sind 5 und 7¼ Zoll bzw. 127 und 184 mm), auf denen Personen auf den Wagen rittlings oder darin einreihig sitzend mitfahren können. Bei Gartenbahnen mit Spurweite 15 Zoll (381 mm) und größer können mitfahrende Personen zu zweit oder mehr nebeneinander in den Wagen sitzen. Man bezeichnet diese als Parkeisenbahnen, obwohl auch die personenbefördernden Gartenbahnen mit kleinerer Spurweite meistens in öffentlichen Parkanlagen betrieben werden.
Alle Gartenbahnen – außer den Parkeisenbahnen – werden zusammen mit den kleineren Modelleisenbahnen in den Normen Europäischer Modellbahnen (NEM) behandelt.

## Übersicht
Eine Gartenbahn ohne Personenbeförderung wird meistens von einer Privatperson bzw. einem Modelleisenbahner in seinem privaten Garten oder manchmal von einem Modelleisenbahnverein auf dessen Clubgelände betrieben. Privatunternehmen gehörende Anlagen sind weniger häufig anzutreffen. Die Spurweite ist i. d. R. mindestens 32 mm (Nenngröße 0). Meistens ist sie 45 mm (Nenngröße IIm, kurz auch G für Gartenbahn), und die darauf betriebene Modelleisenbahn wird im engeren Sinne als Gartenbahn oder nach seinem ersten Hersteller Ernst Paul Lehmann als Lehmann-Garten-Bahn (LGB) bezeichnet. In IIm bedeutet m Meterspur, den auf ihr verkehrenden Fahrzeugen sie nachgebildet ist.
Die in öffentlichen Grünanlagen und Vergnügungsparks fahrenden Parkeisenbahnen (kurz: Parkbahnen) sind kommerziell betriebene Vergnügungs-Bahnen und bieten bescheidenen Komfort: die beförderten Personen sitzen nebeneinander in oft gedeckten Wagen. Sie heißen auch Liliputbahnen und in den Ländern des ehemaligen Ostblocks Pioniereisenbahnen. Sie verkehren auf Spurweiten von 15 Zoll (381 mm) und mehr, in Großbritannien 10,25 Zoll (260 mm) und mehr. Bei Pioniereisenbahnen sind 600 mm weit verbreitet.
Im Vereinigten Königreich gibt es auch Schmalspurbahnen mit Spurweiten kleiner als 600 mm, welche eine Funktion im öffentlichen Nahverkehr haben und Fahrgäste nach Fahrplan und mit relativ hohen Geschwindigkeiten über vergleichsweise große Entfernungen befördern, beispielsweise die über 20 km lange Romney, Hythe and Dymchurch Railway auf einer Spurweite von 15 Zoll. Sie sind zu diesem Zweck optimal konstruiert und sind keine „Großbahnen“ nachbildende Modelleisenbahnen.
Heute werden auch Feldbahnen, Torfbahnen, Grubenbahnen oder Ziegeleibahnen, die neben Güter- auch Betriebspersonal transportierten und meistens Spurweite 600 mm hatten, oft als Parkbahnen weiterbenutzt oder zu Parkbahnen umgebaut. Sie zählen ebenfalls nicht zu den Modelleisenbahnen.
Es gibt auch auf Luftreifen fahrende Parkbahnen. Sie ähneln zwar oft einer Großbahn, sind aber prinzipiell keine (Modell-)Eisenbahn.
Die Gleise, der Fahrzeugpark und das Zubehör von Gartenbahnen müssen robust und unempfindlich gegen Witterung sein. Daraus ergibt sich eine gewisse Mindestgröße, als die sich die Nenngröße II erwiesen hat. Gartenbahnen der Nenngröße 0 existieren auch, sind aber in der Minderheit. Bei den Bahnen mit Personenbeförderung heißt robust auch, dass sie für die zusätzliche Belastung durch Personen ausgelegt sind.

## Gartenbahnen ohne Personenbeförderung

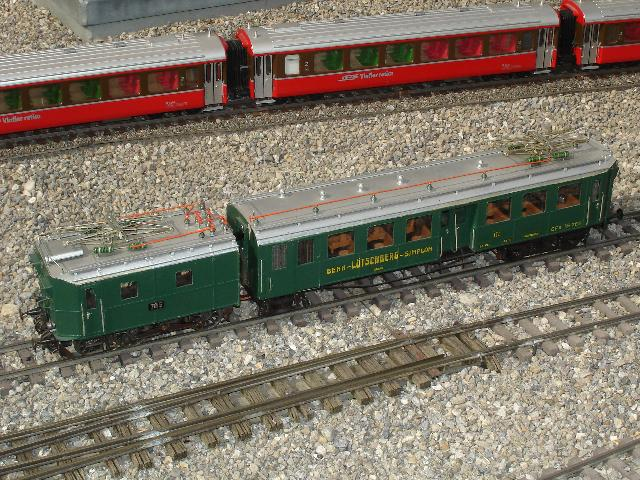
Gartenbahn-Modelleisenbahnanlage in der Schweiz in der Spur 0 und 0m.

Weit verbreitet ist die Nenngröße II  (Spurweite 45 mm), die 1968 für die Lehmann-Groß-Bahn (LGB) eingeführt wurde. Die Fahrzeuge dieser Bahn sind Modelle im Maßstab 1:22,5 der auf der Meterspur verkehrenden Fahrzeuge.
In den USA lässt man heute vermehrt Modell-Fahrzeuge einer Schmalspurbahn mit 3-Fuß-Spurweite auf 45-mm-Modellbahngleisen fahren. Ihr Modellmaßstab ergibt sich zu etwa 1 : 20. Die NMRA (National Model Railroad Association) in den USA hat für diese Kombination die Bezeichnung Fn3. F bezeichnet diesen Maßstab, n (narrow gauge) meint Schmalspur und 3 steht für die originale Spurweite. Die Freunde amerikanischer Modellbahnen finden für Normalspurfahrzeuge eine große Palette an Modellen im weit verbreiteten Maßstab 1:29 auf dem 45-mm-Geleise. In der Schweiz werden im Modellbahnverein US G-Scale Friends Switzerland diese beiden Nenngrößen gepflegt.

### Anlagen-Bauarten

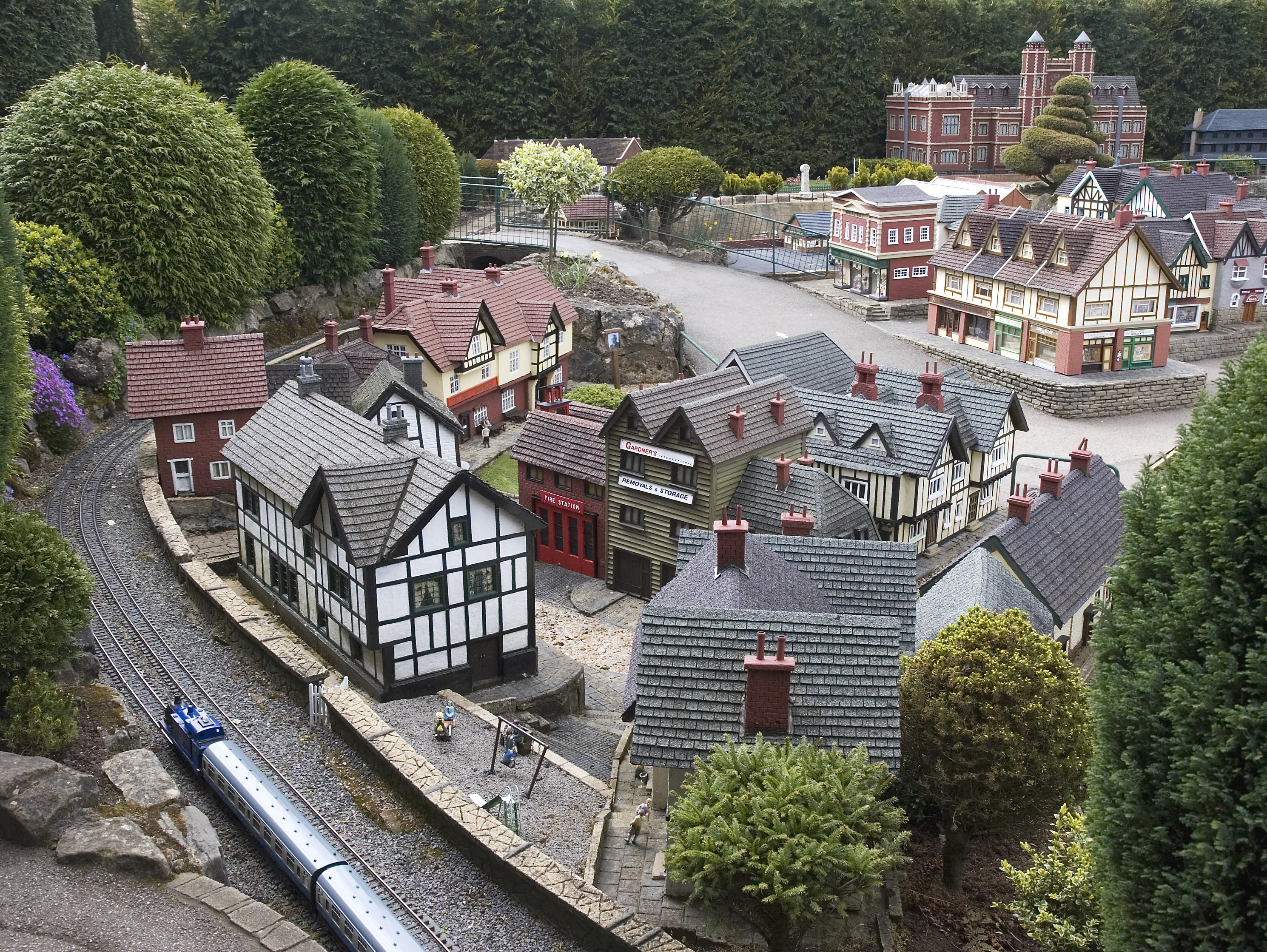
Spur I Gartenbahn in der Miniaturlandschaft des Bekonscot Model Village (England)

Die Anlagen können fest oder temporär aufgebaut sein. Der Übergang von der einen Kategorie zur anderen kann fließend sein, abhängig vom Aufwand für ihr Erstellen und von der Integration oder der Trennung einer Gartenlandschaft in die Anlage.

#### In einen Garten integrierte, feste Anlage
Diese Anlagen sind zumeist in eine begrünte Gartenlandschaft oder in einen Steingarten aufwändig integrierte Modelleisenbahnanlagen. Hohe und niedrige, blühende und nicht blühende Pflanzungen sollten zusammen mit den Gleisen, Tunneln, Brücken, Seen und Bauwerken zu einer harmonischen Landschaft verbunden sein. Die Planung der Gleisanlagen und die Gartenbegrünung sind dabei aufeinander abgestimmt. Der Unterhalt der Anlage und die Pflege des Gartens sind vielfach aufwändig.

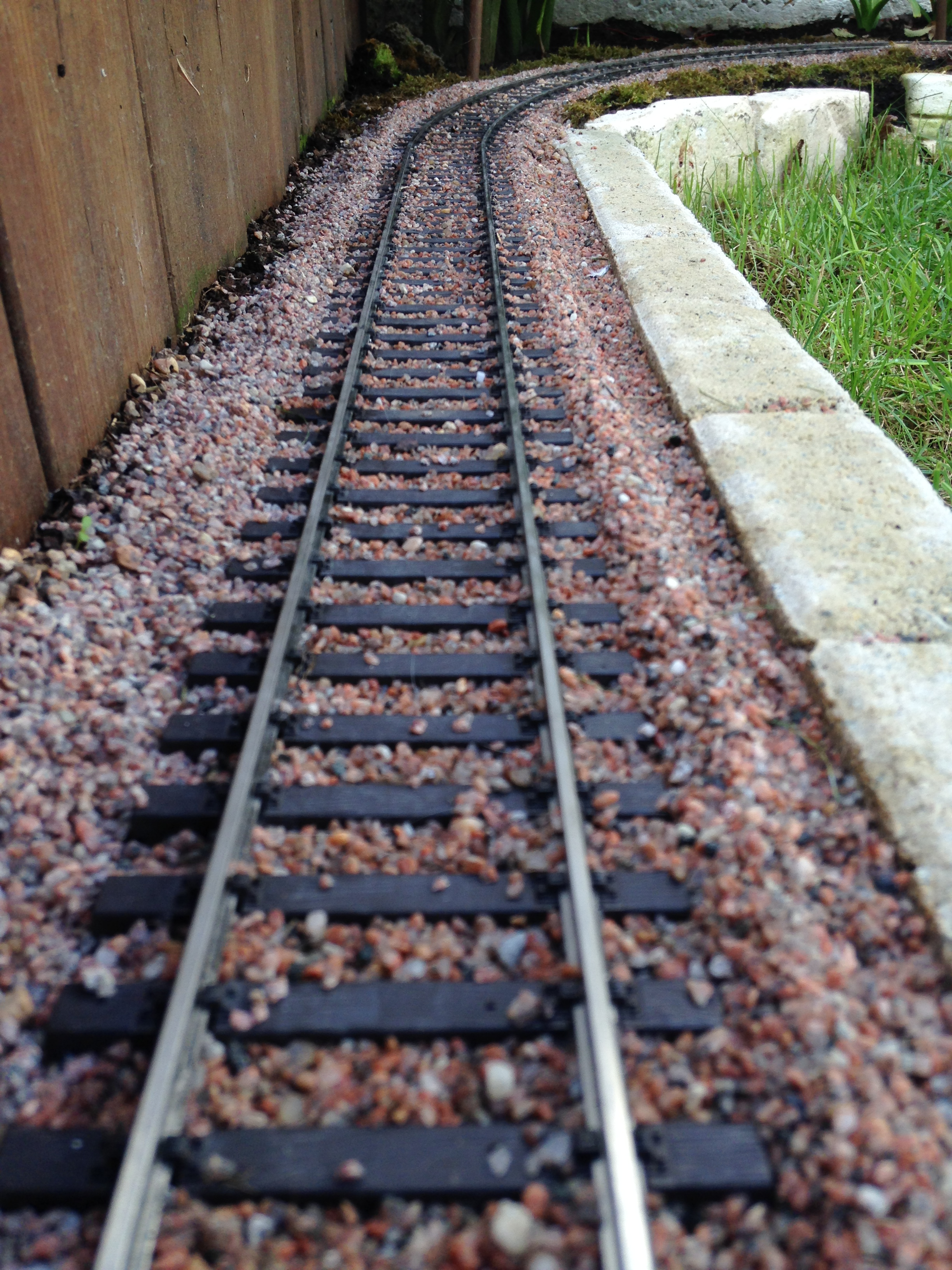
Gartenbahn Spur 1 -Gleis und Gleisschotter

#### Temporäre oder mobile Anlage, vom Garten getrennte (isolierte) Anlagen

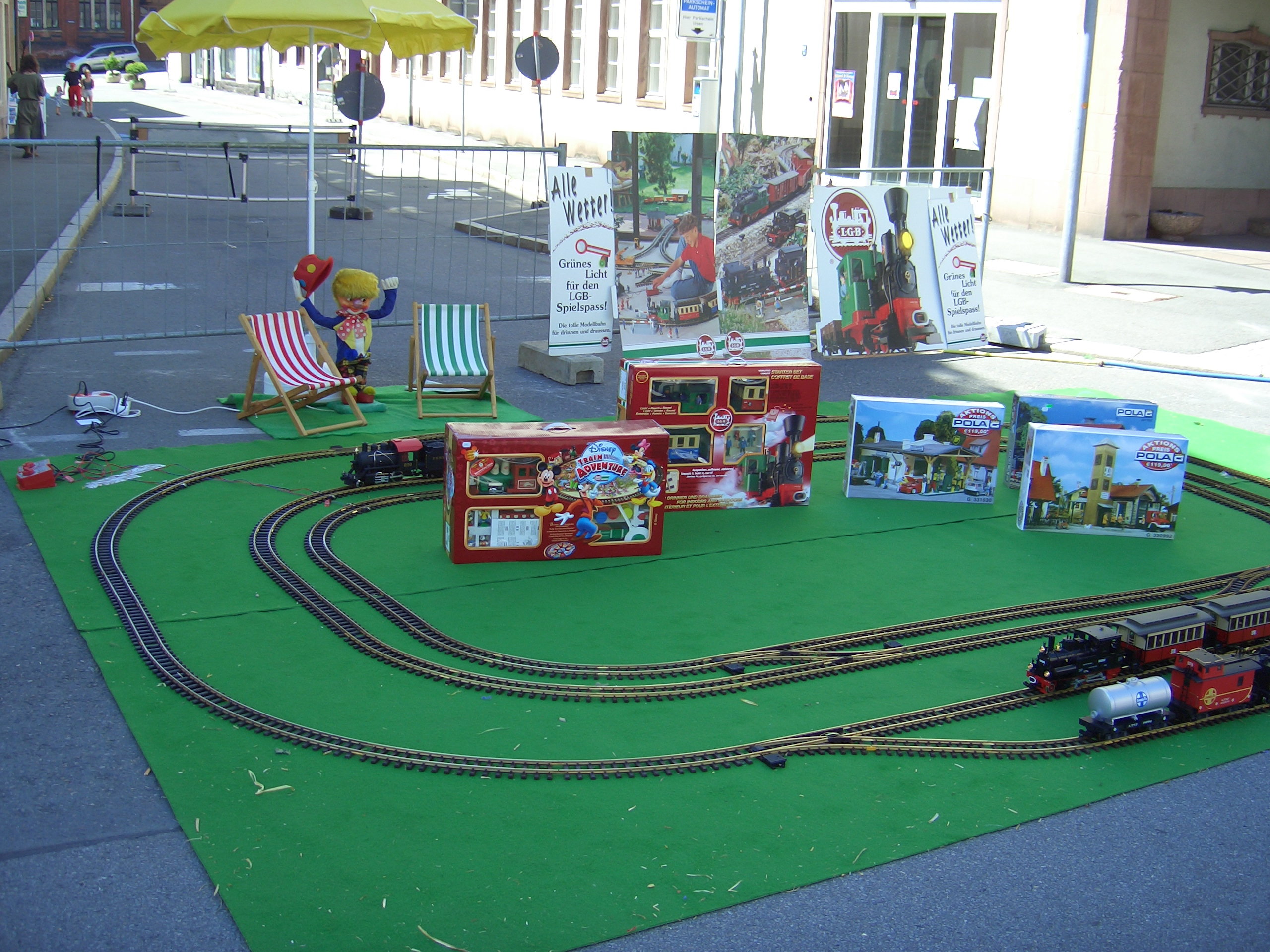
Temporär aufgebaute Gartenbahn am Stadtfest Aue im Jahre 2006

Temporäre oder mobile Gartenbahnanlagen werden auf Gleisen, die mit einfachen Mitteln verlegt sind, ohne bzw. mit wenig Landschaft erstellt. Gartenbahn-Modelleisenbahnanlagen dieser Art haben vielfach nur ein Kiesbett, eine Asphaltfläche oder sogar nur eine Grasfläche als Untergrund. Auf Ausstellungen und Messen sind solche Anlagen auch mit einfach aufbau- und abbaubaren Materialien anzutreffen. Beispielsweise auf Holzschnitzel, wobei die Landschaft mit Topfpflanzen angedeutet wird. Der Unterhalt ist meist minimal.
Anlagen dieser Art gibt es auch fest oder über längere Zeit am selben Ort eingerichtet. Sind die entsprechenden Anlagen fest installiert, beginnt der eigentliche Garten in der Regel erst am Rande der eigentlichen Gartenbahnanlage. Ähnlich einer Modelleisenbahnanlage im Innenbereich oder in einem Hobbyraum ist dabei die Anlage auf einen von vornherein festgelegten Platz begrenzt.

### Liste von Gartenbahnanlagen ohne Personenbeförderung

#### Deutschland
| Bundesland             | Ort                                                                     | Nenn- größe     | von                       | bis         | Betreiber                                                       | Artikel                                                                       | Bemerkungen und Quelle                                                                                             |
| ---------------------- | ----------------------------------------------------------------------- | --------------- | ------------------------- | ----------- | --------------------------------------------------------------- | ----------------------------------------------------------------------------- | --- |
| Baden-Württemberg      | Hardt, Freizeitpark Hardt                                               | LGB             |                           |             |                                                                 |                                                                               | (freizeitpark-hardt.de)                                                                                            |
| Baden-Württemberg      | Sachsenheim, Hohenhaslach                                               | LGB             | 1970er                    |             | Heinz Knodel                                                    |                                                                               | (strombergbahn.de)                                                                                                 |
| Bayern                 | Freilassing                                                             | LGB             | Januar 2011               |             | Lokwelt Freilassing                                             | „Westernbahn“                                                                 | (modellbahn-1a.de)                                                                                                 |
| Bayern                 | Rettenberg-Kranzegg                                                     | LGB             | 2007 (etwa)               | 2011 (etwa) | Alexander Volk                                                  | „VOMOLAND“                                                                    | (modellbahn-1a.de)                                                                                                 |
| Brandenburg            | Elsterwerda, Erlebnis- und Miniaturenpark Elsterwerda, Furtbrückwiese 1 | IIm             | 6. April 2007             |             | Erlebnis- und Miniaturenpark Elsterwerda                        | Erlebnis- und Miniaturenpark Elsterwerda                                      | hat auch 184 mm (7¼ Zoll) Anlage                                                                                   |
| Hessen                 | Burgwald-Ernsthausen Marburger Straße 25                                | IIm             | 2009                      | 2014 hna.de | Wanderstübchen „Burgwaldbahn“                                   |                                                                               | 1000 m² Gartenbahnanlage mit Ausflugslokal, 750 m Gleis                                                            |
| Hessen                 | Haus Waldeck, Eichendorffstr. 50, 64347 Griesheim                       | IIm             | 2009                      |             | Interessengemeinschaft Griesheimer Gartenbahner e. V.           |                                                                               | https://iggev.de/                                                                                                  |
| Hessen                 | Bahnhofstr. 51, 63695 Glauburg                                          | IIm             |                           |             | Modellbahnhof Stockheim                                         |                                                                               | https://www.modellbahnhof-stockheim.de/                                                                            |
| Mecklenburg-Vorpommern | Göhren, Bahnhof                                                         | LGB             |                           |             | Modelleisenbahnverein Schmalspurbahn „Rasender Roland“ e. V.    |                                                                               | Anlage mit 12 m²                                                                                                   |
| Niedersachsen          | Horstfeldweg 9, 29646 Bispingen                                         | IIm             | 3. April 2020             |             | BERG & TAL Abenteuerressort “Snow Dome”                         | https://www.spur-g-blog.de/2019/10/modellbauwelten-in-bispingen-starten-2020/ | https://www.abenteuer-resort.de/modellbauwelten/                                                                   |
| Nordrhein-Westfalen    | Sternbuschweg 170 47057 Duisburg                                        | IIm             | 1991                      |             | LGB-Freunde Niederrhein                                         |                                                                               | https://www.lgb-niederrhein.de/                                                                                    |
| Rheinland-Pfalz        | Koblenz-Lützel, DB Museum, Schönbornsluster Str. 3                      | IIm             | 2005                      |             | BSW-Gruppe zur Erhaltung historischer Schienenfahrzeuge Koblenz | DB Museum Koblenz                                                             | |
| Rheinland-Pfalz        | Neustadt/Weinstraße, Eisenbahnmuseum, Schillerstraße 3                  | LGB             | Sep 2000                  |             |                                                                 |                                                                               | |
| Sachsen                | Chemnitz, Küchwaldring 24                                               | II, IIf         | 31. Oktober 1997          |             | Parkeisenbahn Chemnitz gGmbH                                    | Parkeisenbahn Chemnitz                                                        | [ 3 ] |
| Sachsen                | Rathen, Elbweg 10                                                       | IIm             | 2007                      |             | Eisenbahnwelten im Kurort Rathen                                | Eisenbahnwelten im Kurort Rathen                                              | 4600 m Gleis, 35 Züge, 88 Weichen. Mit Pension und Gastronomie, weltweit größte Anlage dieser Art von LGB und PIKO |
| Sachsen                | Werdau, Holzstraße 2                                                    |                 | 1992 ?                    |             |                                                                 | Stadt- und Dampfmaschinenmuseum Werdau                                        | Maßstab 1:20 / 1:22,5 (gartenbahn-werdau.de)                                                                       |
| Thüringen              | Wiehe, Am Anger 19 (nördlich von Weimar)                                | LGB (2 Anlagen) | November 1997 Januar 2001 |             |                                                                 | Modellbahn Wiehe                                                              | a) 380 m² mit Thema „Harz“ b) 1625 m² mit Thema „USA - Ost nach West“                                              |

#### Österreich
| Ort                                        | Nenngröße | von | bis | Betreiber                 | Artikel | Bemerkungen und Quelle         |
| ------------------------------------------ | --------- | --- | --- | ------------------------- | ------- | ------------------------------ |
| Strasshof an der Nordbahn Sillerstraße 123 |           |     |     | Eisenbahnmuseum Strasshof |         | (eisenbahnmuseum-heizhaus.com) |

#### Schweiz
Jahrzehntelanges Highlight war die private, heute nicht mehr existierende Normalspur-Modelleisenbahnanlage von Arthur Oswald auf dem Dietschiberg im Maßstab 1:10.
| Kanton | Ort          | Nenngröße    | von  | bis                    | Betreiber                        | Artikel       | Bemerkungen                    |
| ------ | ------------ | ------------ | ---- | ---------------------- | -------------------------------- | ------------- | ------------------------------ |
| Bern   | Bolligen     | IIm          | 1979 |                        | Privat                           |               | Stockerenbahn                  |
| Bern   | Hindelbank   | 0, 0m und 0e | 1978 | 2023                   | Eisenbahn-Modell-Club Hindelbank |               | hat Zahnradbahnabschnitte      |
| Bern   | Wengen       | IIm          |      | 2014                   | Privat                           |               | Hotel                          |
| Luzern | Dietschiberg | 1)           | 1932 | zwischen 1987 und 1990 | Privat                           |               | 1)                             |
| Tessin | Melide       | 2)           | 1959 |                        | Swissminiatur                    | Swissminiatur | hat Zahnradbahnabschnitte      |
| Tessin | Mendrisio    | IIm          |      |                        | Galleria Baumgartner             |               |                                |
| Zug    | Rotkreuz     | IIm          |      | 2016                   | Minigolf Breitfeld               |               | Breitfeldbahn                  |
| Zürich | Katzensee    | IIm          |      |                        | Dampfbahn Katzensee              |               | Siehe auch Gartenbahn, Schweiz |

1) Abgebrochen. Areal überwachsen. Maßstab 1:10. Ehemalige private Normalspur-Modelleisenbahnanlage von Arthur Oswald. Der Fahrzeugpark wie auch einige Original-Dokumente befinden sich heute im Inventar des Verkehrshauses Luzern.
2) Maßstab 1:25, Nachbildung von Normalspurbahnen und Schmalspurbahnen mit Vorbild-Spurweiten von 1435, 1000 und 800 mm.

#### Frankreich
| Region       | Ort            | Lage             | Nenngröße | von | bis | Betreiber                      | Artikel | Bemerkungen              |
| ------------ | -------------- | ---------------- | --------- | --- | --- | ------------------------------ | ------- | ------------------------ |
| Dep. Isère   | Chatte (Isère) | 2, route de Lyon |           |     |     | Le Jardin ferroviaire          |         | (jardin-ferroviaire.com) |
| Dep. Ardèche | Soyons         | Route de Nimes   | LGB       |     |     | Le jardin des trains Ardèchois |         |                          |

#### Niederlande
| Region              | Ort         | Lage         | Nenngröße | von  | bis | Betreiber                 | Artikel             | Bemerkungen           |
| ------------------- | ----------- | ------------ | --------- | ---- | --- | ------------------------- | ------------------- | --------------------- |
| Provinz Nordholland | Velsen-Zuid | Genieweg 38a | IIm       | 2011 |     | Modelbouwvereniging het Y |                     | [ 6 ]                 |
| Provinz Friesland   | Sneek       | Bahnhof      | LGB       |      |     |                           | „Snitser Berg-baan“ | (modelspoormuseum.nl) |

## Personenbefördernde Gartenbahnen

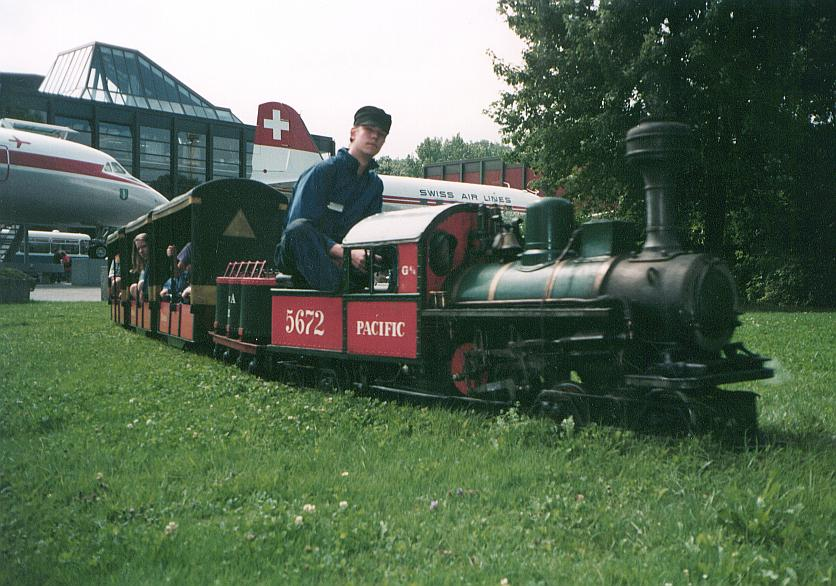
Die Gartenbahn im Verkehrshaus in Luzern

Personenbefördernde Gartenbahnen müssen eine gewisse Mindest-Festigkeit und -formstabilität haben. Da die Entwicklung solcher Bahnen hauptsächlich in Großbritannien ihren Ursprung hat, wird die Spurweite traditionell in Zoll angegeben.
| Spur (NEM) | Spurweite | Spurweite | Maßstab bei Vorbild als   | Maßstab bei Vorbild als  | Maßstab bei Vorbild als | Maßstab bei Vorbild als |
| Spur (NEM) | Zoll      | mm        | Normalspur (1250–1700 mm) | Schmalspur (850–1250 mm) | Schmalspur (650–850 mm) | Feldbahn (400–650 mm)   |
| ---------- | --------- | --------- | ------------------------- | ------------------------ | ----------------------- | ----------------------- |
| III        | 3½ Zoll   | 89 mm     | 1:16                      | 1:11                     | 1:8                     | 1:5,5                   |
| V          | 5 Zoll    | 127 mm    | 1:11                      | 1:8                      | 1:5,5                   | 1:4                     |
| VII        | 7¼ Zoll   | 184 mm    | 1:8                       | 1:5,5                    | 1:4                     | 1:3,3                   |
| VII        | 7½ Zoll   | 190 mm    | 1:7,5 / 1:8               | 1:5                      | 1:3                     | 1:3                     |
| X          | 10¼ Zoll  | 260 mm    | 1:5,5                     |                          |                         |                         |

In Europa haben personenbefördernde Gartenbahnen meistens 5 und 7¼ Zoll als Spurweite, in USA und Kanada fast ausschließlich 7½ Zoll.
Im Gegensatz zu kleineren Modelleisenbahnen wird der Maßstabsfrage aber kein besonderes Gewicht beigemessen. So ist es nicht ungewöhnlich, wenn auf einem 7¼-Zoll-Gleis sowohl Fahrzeuge mit Maßstab 1:8 als auch mit 1:4 (beides auf die Regelspur bezogen) gemeinsam betrieben werden.
Die Größe der personenbefördernden Gartenbahnen erlaubt, die Loks auch mit Dampf (Antrieb mit Dampfmaschine) anzutreiben. Daneben existieren auch mit vorbildgerechtem Verbrennungsmotor angetriebene Loks. Überwiegend ist aber der Elektroantrieb, wobei die Stromzuführung nicht wie bei Modelleisenbahnen vorherrschend über das Gleis oder eine Oberleitung erfolgt, sondern der Strom oft mitgeführten Akkumulatoren entnommen wird.

### Anlagen-Bauarten
Personenbefördernde Gartenbahnanlagen bestehen häufig aus einem Rundkurs, bei dem nur an einer einzigen Station das Aus- und Zusteigen möglich ist. Sie können grob in zwei Bauarten unterteilt werden, wobei die Zuordnung zu einer Kategorie vor allem vom baulichen Aufwand, sowie der Integration in eine Gartenlandschaft abhängig ist.

#### In einen Garten integrierte, feste Anlage

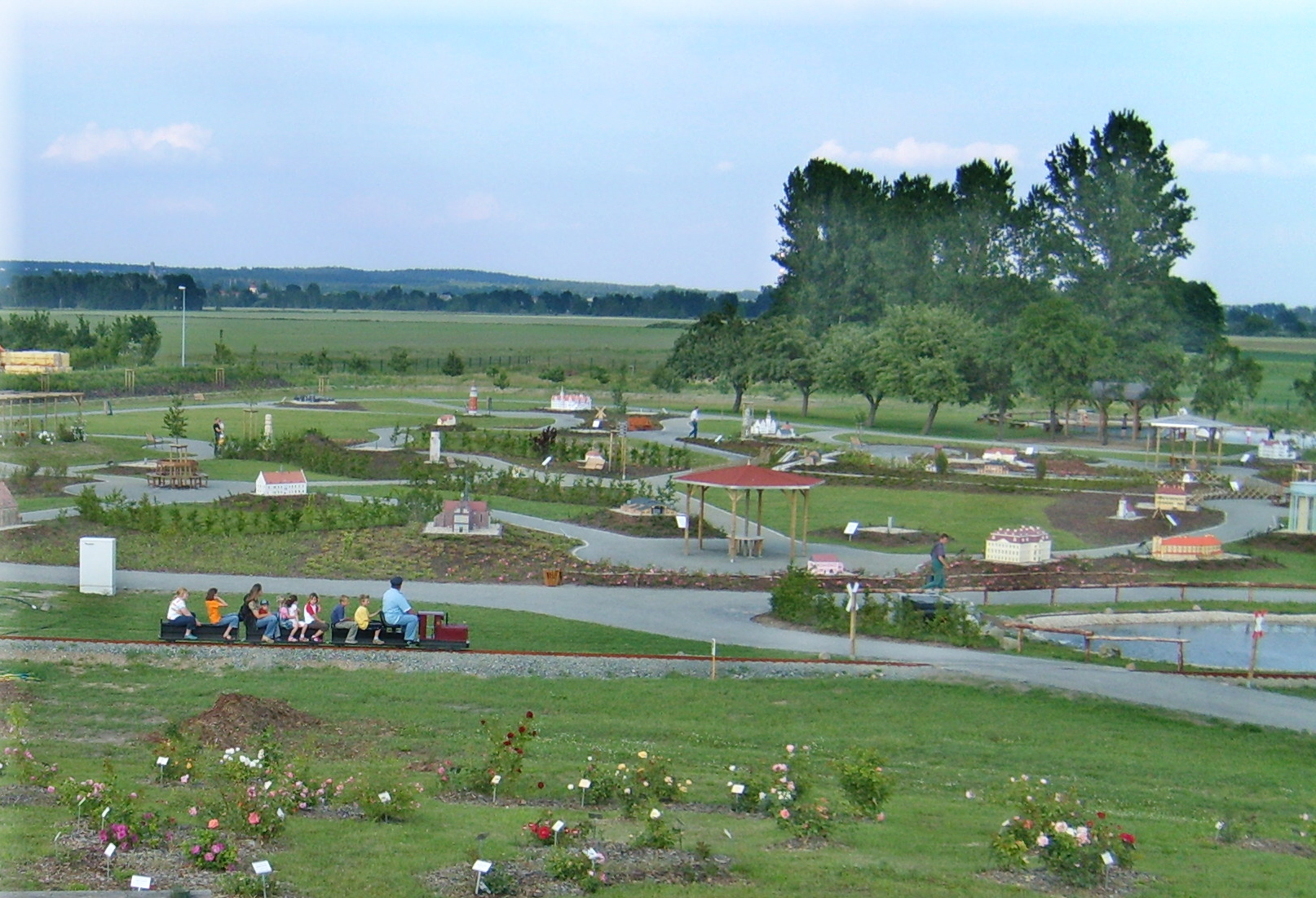
In den Garten integrierte Anlage des Erlebnis- und Miniaturenpark Elsterwerda

Meist in eine begrünte, parkähnliche Gartenlandschaft aufwändig integrierte Gartenbahnanlage. Hohe und niedrige, blühende und nicht blühende Pflanzungen sind zusammen mit den Gleisen, Tunneln, Brücken, Seen und Bauwerken zu einer harmonischen Landschaft verbunden. Die Planung der Gleisanlagen und die Gartengestaltung sind dabei aufeinander abgestimmt. Der Unterhalt der Anlage und die Pflege des Gartens sind meist aufwändig.
Bahnen unter 5 Zoll Spurweite sind oft aufgeständert ausgeführt. Dabei befinden sich die Füße der Fahrgäste unterhalb des Schienenniveaus, meist auf speziellen Tritten der Personenwagen. Dies ermöglicht das Gleichgewicht bei derart schmaler Spur zu halten. In Großbritannien gibt es auch verschiedene 5 und 7 Zoll Bahnen in dieser Bauweise.

#### Temporäre oder mobile Anlage, vom Garten getrennte (isolierte) Anlagen
Temporäre oder mobile Gartenbahnanlagen werden auf Gleisen die mit einfachen Mitteln verlegt sind, ohne oder mit wenig Landschaft erstellt. Gartenbahnanlagen dieser Art haben vielfach Waschbetonplatten, eine Asphaltfläche oder nur den Rasen als Untergrund. Bei Ausstellungen und Messen sind solche Anlagen auch mit einfach auf- und abbaubaren Materialien anzutreffen. Der Unterhalt ist meist minimal. Gelegentlich sind auch Gartenbahnen anzutreffen, die als Fahrgeschäft von Veranstaltung zu Veranstaltung ziehen.

### Trägerschaft
Die Trägerschaft von öffentlich zugänglichen Anlagen liegt meist bei Museen, Vereinen, Stiftungen oder Unternehmen, es gibt aber auch rein private Anlagen. Während sich die Anlage dabei in der Regel im Besitz des Trägers befindet, ist das Rollmaterial oft in Privatbesitz der Vereinsmitglieder. Je nach Platzsituation wird dieses nach jedem Fahrtag wieder von der Anlage entfernt. Gastfahrer, also Besitzer eigener Fahrzeuge, die mit diesem für einen Tag kommen, sind meist gern gesehen. Eine Anmeldung ist normalerweise nicht nötig, jedoch zu empfehlen.

### Treffen

Alljährliches Echtdampftreffen in Karlsruhe

Die meisten Anlagen veranstalten jährliche Treffen, bei denen Gastfahrer teilweise aus weiter Entfernung und mit umfangreichem Material anreisen. Ein Highlight ist das jährlich stattfindende Dampffestival im Swiss Vapeur Parc in Le Bouveret. Dieses Festival dient zum Austausch der überschaubaren Gartenbahnszene und gilt als besonderes Erlebnis jedes Gartenbahnfans. Der Swiss Vapeur Parc ist der derzeit größte Freizeitpark der Schweiz, wenn es um Gartenbahnen geht und beherbergt eine der beiden in der Schweiz existierenden Zahnradbahnstrecken mit einer Spurweite von 7 1⁄4 Zoll.
Das jährlich im Januar stattgefundene Echtdampftreffen in Karlsruhe galt mit 500 Ausstellern und über 20.000 Besuchern (2014) als das weltweit größte Treffen für Dampf- und Gartenbahnfreunde. Eine komplette Messehalle wurde dabei mit einer kombinierten 5-/7 1⁄4-Zoll-Anlage mit einer Gesamtlänge von rund 5 km gefüllt. Ebenfalls von der Messe Sinsheim wurde das Kölner Echtdampf-Treffen im Rahmen der Internationalen Modellbauausstellung Anfang November veranstaltet. Im Jahr 2004 z. B. mit einer kombinierten Spur-V-/VII-Anlage mit 2,2 km Streckenlänge. Seit 2017 findet das Echtdampftreffen im Rahmen der Messe Faszination Modellbau im November in Friedrichshafen statt. Im Rahmen der Erlebnis Modellbahn im Frühjahr in Dresden wird seit 2011 ebenfalls eine 5-Zoll-Anlage mit 550 m Streckenlänge (2014) aufgeboten.
Bei allen Treffen gibt es nach Voranmeldung regelmäßig die Möglichkeit für Gastfahrer, mit eigenen Fahrzeugen teilzunehmen.